# El Copero

Situación de la Base del Copero con respecto a la parte sur de la ciudad de Sevilla

El Copero es una base militar del Ejército de Tierra de España que se sitúa en el entronque de la dársena del Guadalquivir con el cauce vivo del río, junto a la nueva esclusa, en el término municipal de Dos Hermanas (Sevilla).

## Historia
Originalmente fue una base del Ejército del Aire de España, en la que se llegó a pensar fuera una de las bases de utilización conjunta con los Estados Unidos, pero que finalmente, y debido a la proximidad del río y posibles inundaciones, se desechó esta posibilidad. Hasta 1955, albergó la Escuela Elemental de Pilotos de Complemento.
La base fue transferida al Ejército de Tierra el 30 de diciembre de 1975. En esta base, están desplegadas las unidades Batallón de Helicópteros de Maniobras IV (BHELMA IV), de las FAMET que tiene asignados 16 Eurocopter AS332B1 Super Puma, 2 de ellos para el transporte VIP y un grupo del Regimiento de Artillería Antiaérea n.º 74 (RAAA74), que sustituyó en esta base al Regimiento de Ingenieros n.º 2 (RIng 2)
En la actualidad el BHELMA IV continúa desarrollando su misión de proporcionar aeromovilidad, apoyo al ejercicio de mando y apoyo de transporte a las unidades del Ejército de Tierra. También continúa con su misión de apoyo a las islas y peñones del norte de África desde el Destacamento de Melilla, así como con la realización de evacuaciones sanitarias urgentes desde estas plazas hasta la península.
En sus 31 años de historia ha realizado más de 53.800 horas de vuelo

### Certificado de calidad de El Copero
La base militar de El Copero recibió el 22 de septiembre de 2009, de mano de la empresa Lloyd’s, el Certificado de Sistemas de Gestión Medioambiental de acuerdo con la norma ISO 14001:2004, en un acto en el que estuvo presente el alcalde de Dos Hermanas, Francisco Toscano.
Este certificado es aplicable a los trabajos de administración y oficinas, mantenimiento y uso de instalaciones, mantenimiento y empleo de vehículos de cadenas y ruedas, mantenimiento de helicópteros y todas las actividades de instrucción y adiestramiento de las unidades militares alojadas en la base.

### El Copero en el incidente del Perejil
Tres helicópteros Cougar de las Fuerzas Aeromóviles del Ejército de Tierra (Famet), iguales al que transportaba a los diecisiete militares fallecidos en Afganistán, con base en El Copero (Sevilla), de donde procedía el aparato siniestrado, tuvieron un papel fundamental en uno de los episodios militares recientes más destacados. Estas tres unidades formaron parte del contingente español que, en julio de 2002, protagonizó la toma de la isla de Perejil. Junto a ellos, la Fuerza Aérea estuvo integrada por aviones de combate F-18 y F-1 y aeronaves de transporte, además de otros dos helicópteros, en este caso BO-105 «Bolkow».